# Coppa Italia Serie C 1993-1994
La Coppa Italia di Serie C 1993-1994 fu la ventiduesima edizione del trofeo (ex-Coppa Italia Semiprofessionisti) riservato alle 90 squadre partecipanti alla Serie C1 e alla C2.
L'edizione fu vinta per la prima volta dalla Triestina, che superò in finale il Perugia.

## Formula
Alla prima fase presero parte 80 squadre di Serie C1 e Serie C2; queste furono divise in 16 gironi da cinque squadre e disputarono gare di sola andata. Le prime classificate di ogni girone e le sei migliori seconde furono ammesse direttamente alla fase finale.

## Fase eliminatoria a gironi
Le gare furono disputate tra il 21 agosto ed il 5 settembre 1993.

### Girone A
|             | ALE  | AOS  | LEG  | NOV  | SOL  |
| ----------- | ---- | ---- | ---- | ---- | ---- |
| Alessandria | –––– | 2-3  | 0-0  | N.D. | N.D. |
| Aosta       | N.D. | –––– | 0-0  | 0-0  | N.D. |
| Legnano     | N.D. | N.D. | –––– | 0-2  | 0-0  |
| Novara      | 1-0  | N.D. | N.D. | –––– | 0-1  |
| Solbiatese  | 4-1  | 1-0  | N.D. | N.D. | –––– |

| Pos. | Squadra     | Pt | G | V | N | P | GF | GS | DR |
| ---- | ----------- | -- | - | - | - | - | -- | -- | -- |
| 1.   | Solbiatese  | 10 | 4 | 3 | 1 | 0 | 6  | 1  | +5 |
| 2.   | Novara      | 7  | 4 | 2 | 1 | 1 | 3  | 1  | +2 |
| 3.   | Aosta       | 5  | 4 | 1 | 2 | 1 | 3  | 3  | 0  |
| 4.   | Legnano     | 3  | 4 | 0 | 3 | 1 | 0  | 2  | -2 |
| 5.   | Alessandria | 1  | 4 | 0 | 1 | 3 | 3  | 8  | -5 |

### Girone B
|             | LEC  | LUM  | OSP  | PAL  | PER  |
| ----------- | ---- | ---- | ---- | ---- | ---- |
| Lecco       | –––– | 3-2  | N.D. | N.D. | 4-1  |
| Lumezzane   | N.D. | –––– | N.D. | 2-1  | 0-0  |
| Ospitaletto | 0-1  | 1-2  | –––– | N.D. | N.D. |
| Palazzolo   | 0-0  | N.D. | 3-0  | –––– | N.D. |
| Pergocrema  | N.D. | N.D. | 2-2  | 0-2  | –––– |

| Pos. | Squadra     | Pt | G | V | N | P | GF | GS | DR |
| ---- | ----------- | -- | - | - | - | - | -- | -- | -- |
| 1.   | Lecco       | 10 | 4 | 3 | 1 | 0 | 8  | 3  | +5 |
| 2.   | Palazzolo   | 7  | 4 | 2 | 1 | 1 | 6  | 2  | +4 |
| 3.   | Lumezzane   | 7  | 4 | 2 | 1 | 1 | 6  | 5  | +1 |
| 4.   | Pergocrema  | 2  | 4 | 0 | 2 | 2 | 3  | 8  | -5 |
| 5.   | Ospitaletto | 1  | 4 | 0 | 1 | 3 | 3  | 8  | -5 |

### Girone C
|            | CIT  | CHI  | GIO  | MAN  | TRE  |
| ---------- | ---- | ---- | ---- | ---- | ---- |
| Cittadella | –––– | 0-1  | 1-1  | N.D. | N.D. |
| Chievo     | N.D. | –––– | N.D. | 1-3  | 4-0  |
| Giorgione  | N.D. | 2-3  | –––– | N.D. | 0-1  |
| Mantova    | 1-0  | N.D. | 4-1  | –––– | N.D. |
| Trento     | 0-1  | N.D. | N.D. | 1-2  | –––– |

| Pos. | Squadra    | Pt | G | V | N | P | GF | GS | DR |
| ---- | ---------- | -- | - | - | - | - | -- | -- | -- |
| 1.   | Mantova    | 12 | 4 | 4 | 0 | 0 | 10 | 3  | +7 |
| 2.   | Chievo     | 9  | 4 | 3 | 0 | 1 | 9  | 5  | +4 |
| 3.   | Cittadella | 4  | 4 | 1 | 1 | 2 | 2  | 3  | -1 |
| 4.   | Trento     | 3  | 4 | 1 | 0 | 3 | 2  | 7  | -5 |
| 5.   | Giorgione  | 1  | 4 | 0 | 1 | 3 | 4  | 9  | -5 |

### Girone D
|             | FIO  | PAV  | PSE  | SPE  | VOG  |
| ----------- | ---- | ---- | ---- | ---- | ---- |
| Fiorenzuola | –––– | 1-1  | N.D. | 2-1  | N.D. |
| Pavia       | N.D. | –––– | N.D. | 4-1  | 2-2  |
| Pro Sesto   | 0-1  | 1-0  | –––– | N.D. | N.D. |
| Spezia      | N.D. | N.D. | 0-0  | –––– | 1-1  |
| Vogherese   | 0-0  | N.D. | 1-2  | N.D. | –––– |

| Pos. | Squadra     | Pt | G | V | N | P | GF | GS | DR |
| ---- | ----------- | -- | - | - | - | - | -- | -- | -- |
| 1.   | Fiorenzuola | 8  | 4 | 2 | 2 | 0 | 4  | 2  | +2 |
| 2.   | Pro Sesto   | 7  | 4 | 2 | 1 | 1 | 3  | 2  | +1 |
| 3.   | Pavia       | 5  | 4 | 1 | 2 | 1 | 7  | 5  | +2 |
| 4.   | Vogherese   | 3  | 4 | 0 | 3 | 1 | 4  | 5  | -1 |
| 5.   | Spezia      | 2  | 4 | 0 | 2 | 2 | 3  | 7  | -4 |

### Girone E
|            | BAR  | CAR  | CEN  | CRE  | FOR  |
| ---------- | ---- | ---- | ---- | ---- | ---- |
| Baracca    | –––– | N.D. | 3-1  | N.D. | 0-0  |
| Carpi      | 0-1  | –––– | 2-0  | N.D. | N.D. |
| Centese    | N.D. | N.D. | –––– | 1-1  | 0-0  |
| Crevalcore | 2-0  | 0-0  | N.D. | –––– | N.D. |
| Forlì      | N.D. | 2-3  | N.D. | 1-1  | –––– |

| Pos. | Squadra      | Pt | G | V | N | P | GF | GS | DR |
| ---- | ------------ | -- | - | - | - | - | -- | -- | -- |
| 1.   | Carpi        | 7  | 4 | 2 | 1 | 1 | 5  | 3  | +2 |
| 2.   | Baracca Lugo | 7  | 4 | 2 | 1 | 1 | 4  | 3  | +1 |
| 3.   | Crevalcore   | 6  | 4 | 1 | 3 | 0 | 4  | 2  | +2 |
| 4.   | Forlì        | 3  | 4 | 0 | 3 | 1 | 3  | 4  | -1 |
| 5.   | Centese      | 2  | 4 | 0 | 2 | 2 | 2  | 6  | -4 |

### Girone F
|           | CAR  | MAS  | MOB  | PON  | VIA  |
| --------- | ---- | ---- | ---- | ---- | ---- |
| Carrarese | –––– | 1-1  | N.D. | 3-2  | N.D. |
| Massese   | N.D. | –––– | 0-0  | 0-0  | N.D. |
| Mobilieri | 1-2  | N.D. | –––– | N.D. | 4-1  |
| Pontedera | N.D. | N.D. | 3-0  | –––– | 1-0  |
| Viareggio | 3-2  | 1-1  | N.D. | N.D. | –––– |

| Pos. | Squadra   | Pt | G | V | N | P | GF | GS | DR |
| ---- | --------- | -- | - | - | - | - | -- | -- | -- |
| 1.   | Pontedera | 7  | 4 | 2 | 1 | 1 | 6  | 3  | +3 |
| 2.   | Carrarese | 7  | 4 | 2 | 1 | 1 | 8  | 7  | +1 |
| 3.   | Massese   | 4  | 4 | 0 | 4 | 0 | 2  | 2  | 0  |
| 4.   | Ponsacco  | 4  | 4 | 1 | 1 | 2 | 5  | 6  | -1 |
| 5.   | Viareggio | 4  | 4 | 1 | 1 | 2 | 5  | 8  | -3 |

### Girone G
|             | MON  | PIS  | POG  | PRA  | SIE  |
| ----------- | ---- | ---- | ---- | ---- | ---- |
| Montevarchi | –––– | N.D. | N.D. | 1-1  | 2-0  |
| Pistoiese   | 0-0  | –––– | 3-2  | N.D. | N.D. |
| Poggibonsi  | 1-2  | N.D. | –––– | 1-2  | N.D. |
| Prato       | N.D. | 1-1  | N.D. | –––– | 2-1  |
| Siena       | N.D. | 1-0  | 1-0  | N.D. | –––– |

| Pos. | Squadra     | Pt | G | V | N | P | GF | GS | DR |
| ---- | ----------- | -- | - | - | - | - | -- | -- | -- |
| 1.   | Montevarchi | 8  | 4 | 2 | 2 | 0 | 5  | 2  | +3 |
| 2.   | Prato       | 8  | 4 | 2 | 2 | 0 | 6  | 4  | +2 |
| 3.   | Siena       | 6  | 4 | 2 | 0 | 2 | 3  | 4  | -1 |
| 4.   | Pistoiese   | 5  | 4 | 1 | 2 | 1 | 4  | 4  | 0  |
| 5.   | Poggibonsi  | 0  | 4 | 0 | 0 | 4 | 4  | 8  | -4 |

### Girone H
|         | CEC  | LIV  | OLB  | TEM  | TOR  |
| ------- | ---- | ---- | ---- | ---- | ---- |
| Cecina  | –––– | 0-1  | N.D. | N.D. | 0-0  |
| Livorno | N.D. | –––– | 2-1  | 3-0  | N.D. |
| Olbia   | 0-1  | N.D. | –––– | 0-0  | N.D. |
| Tempio  | 4-0  | N.D. | N.D. | –––– | 2-1  |
| Torres  | N.D. | 0-1  | 1-0  | N.D. | –––– |

| Pos. | Squadra | Pt | G | V | N | P | GF | GS | DR |
| ---- | ------- | -- | - | - | - | - | -- | -- | -- |
| 1.   | Livorno | 12 | 4 | 4 | 0 | 0 | 7  | 1  | +6 |
| 2.   | Tempio  | 7  | 4 | 2 | 1 | 1 | 6  | 4  | +2 |
| 3.   | Torres  | 4  | 4 | 1 | 1 | 2 | 2  | 3  | -1 |
| 4.   | Cecina  | 4  | 4 | 1 | 1 | 2 | 1  | 5  | -4 |
| 5.   | Olbia   | 1  | 4 | 0 | 1 | 3 | 1  | 4  | -3 |

### Girone I
|              | CIV  | FAN  | GUA  | MAC  | RIM  |
| ------------ | ---- | ---- | ---- | ---- | ---- |
| Civitanovese | –––– | N.D. | N.D. | 0-0  | 2-0  |
| Fano         | 1-1  | –––– | 0-1  | N.D. | N.D. |
| Gualdo       | 1-2  | N.D. | –––– | N.D. | 3-0  |
| Maceratese   | N.D. | 0-2  | 0-4  | –––– | N.D. |
| Rimini       | N.D. | 1-1  | N.D. | 1-2  | –––– |

| Pos. | Squadra      | Pt | G | V | N | P | GF | GS | DR |
| ---- | ------------ | -- | - | - | - | - | -- | -- | -- |
| 1.   | Gualdo       | 9  | 4 | 3 | 0 | 1 | 9  | 2  | +7 |
| 2.   | Civitanovese | 8  | 4 | 2 | 2 | 0 | 5  | 2  | +3 |
| 3.   | Fano         | 5  | 4 | 1 | 2 | 1 | 4  | 3  | +1 |
| 4.   | Maceratese   | 4  | 4 | 1 | 1 | 2 | 2  | 7  | -5 |
| 5.   | Rimini       | 1  | 4 | 0 | 1 | 3 | 2  | 8  | -6 |

### Girone L
|           | AST  | AVE  | CER  | LOD  | SOR  |
| --------- | ---- | ---- | ---- | ---- | ---- |
| Astrea    | –––– | N.D. | 3-0  | N.D. | 1-3  |
| Avezzano  | 2-1  | –––– | N.D. | 2-0  | N.D. |
| Cerveteri | N.D. | 1-2  | –––– | N.D. | 0-3  |
| Lodigiani | 1-1  | N.D. | 1-0  | –––– | N.D. |
| Sora      | N.D. | 0-0  | N.D. | 1-1  | –––– |

| Pos. | Squadra   | Pt | G | V | N | P | GF | GS | DR |
| ---- | --------- | -- | - | - | - | - | -- | -- | -- |
| 1.   | Avezzano  | 10 | 4 | 3 | 1 | 0 | 6  | 2  | +4 |
| 2.   | Sora      | 8  | 4 | 2 | 2 | 0 | 7  | 2  | +5 |
| 3.   | Lodigiani | 5  | 4 | 1 | 2 | 1 | 3  | 4  | -1 |
| 4.   | Astrea    | 4  | 4 | 1 | 0 | 1 | 6  | 6  | 0  |
| 5.   | Cerveteri | 0  | 4 | 0 | 0 | 4 | 1  | 9  | -8 |

### Girone M
|                  | CAS  | CHI  | LAQ  | SAM  | VAS  |
| ---------------- | ---- | ---- | ---- | ---- | ---- |
| Castel di Sangro | –––– | 0-0  | 0-0  | N.D. | N.D. |
| Chieti           | N.D. | –––– | 0-3  | N.D. | 1-1  |
| L'Aquila         | N.D. | N.D. | –––– | 2-2  | 0-0  |
| Sambenedettese   | 1-0  | 2-0  | N.D. | –––– | N.D. |
| Vastese          | 1-1  | N.D. | N.D. | 0-0  | –––– |

| Pos. | Squadra          | Pt | G | V | N | P | GF | GS | DR |
| ---- | ---------------- | -- | - | - | - | - | -- | -- | -- |
| 1.   | Sambenedettese   | 8  | 4 | 2 | 2 | 0 | 5  | 2  | +3 |
| 2.   | L'Aquila         | 6  | 4 | 1 | 3 | 0 | 5  | 2  | +3 |
| 3.   | Pro Vasto        | 4  | 4 | 0 | 4 | 0 | 2  | 2  | 0  |
| 4.   | Castel di Sangro | 3  | 4 | 0 | 3 | 1 | 1  | 2  | -1 |
| 5.   | Chieti           | 2  | 4 | 0 | 2 | 2 | 1  | 6  | -5 |

### Girone N
|               | FOR  | ISC  | NOL  | SAN  | TUR  |
| ------------- | ---- | ---- | ---- | ---- | ---- |
| Formia        | –––– | 0-3  | N.D. | N.D. | 0-0  |
| Ischia        | N.D. | –––– | 1-0  | N.D. | 1-1  |
| Nola          | 0-2  | N.D. | –––– | 1-2  | N.D. |
| Sangiuseppese | 2-1  | 2-1  | N.D. | –––– | N.D. |
| Turris        | N.D. | N.D. | 0-0  | 2-1  | –––– |

| Pos. | Squadra           | Pt | G | V | N | P | GF | GS | DR |
| ---- | ----------------- | -- | - | - | - | - | -- | -- | -- |
| 1.   | Sangiuseppese     | 9  | 4 | 3 | 0 | 1 | 7  | 5  | +2 |
| 2.   | Ischia Isolaverde | 7  | 4 | 2 | 1 | 1 | 6  | 3  | +3 |
| 3.   | Turris            | 6  | 4 | 1 | 3 | 0 | 3  | 2  | +1 |
| 4.   | Formia            | 4  | 4 | 1 | 1 | 2 | 3  | 5  | -2 |
| 5.   | Nola              | 1  | 4 | 0 | 1 | 3 | 1  | 5  | -4 |

### Girone O
|          | CAS  | FAS  | MAT  | POT  | SAV  |
| -------- | ---- | ---- | ---- | ---- | ---- |
| Casarano | –––– | N.D. | 1-0  | 2-2  | N.D. |
| Fasano   | 0-0  | –––– | N.D. | 2-1  | N.D. |
| Matera   | N.D. | 1-1  | –––– | N.D. | 1-1  |
| Potenza  | N.D. | N.D. | 1-0  | –––– | 2-0  |
| Savoia   | 0-2  | 1-3  | N.D. | N.D. | –––– |

| Pos. | Squadra  | Pt | G | V | N | P | GF | GS | DR |
| ---- | -------- | -- | - | - | - | - | -- | -- | -- |
| 1.   | Fasano   | 8  | 4 | 2 | 2 | 0 | 6  | 3  | +3 |
| 2.   | Casarano | 8  | 4 | 2 | 2 | 0 | 5  | 2  | +3 |
| 3.   | Potenza  | 7  | 4 | 2 | 1 | 1 | 6  | 4  | +2 |
| 4.   | Matera   | 2  | 4 | 0 | 2 | 2 | 2  | 4  | -2 |
| 5.   | Savoia   | 1  | 4 | 0 | 1 | 3 | 2  | 8  | -6 |

### Girone P
|           | BAR  | BIS  | MOL  | MON  | TRA  |
| --------- | ---- | ---- | ---- | ---- | ---- |
| Barletta  | –––– | N.D. | 2-1  | N.D. | 1-0  |
| Bisceglie | 0-1  | –––– | 1-0  | N.D. | N.D. |
| Molfetta  | N.D. | N.D. | –––– | 3-0  | 2-2  |
| Monopoli  | 5-2  | 0-0  | N.D. | –––– | N.D. |
| Trani     | N.D. | 3-0  | N.D. | 0-0  | –––– |

| Pos. | Squadra      | Pt | G | V | N | P | GF | GS | DR |
| ---- | ------------ | -- | - | - | - | - | -- | -- | -- |
| 1.   | Barletta     | 9  | 4 | 3 | 0 | 1 | 6  | 6  | 0  |
| 2.   | Soccer Trani | 5  | 4 | 1 | 2 | 1 | 5  | 3  | +2 |
| 3.   | Monopoli     | 5  | 4 | 1 | 2 | 1 | 5  | 5  | 0  |
| 4.   | Molfetta     | 4  | 4 | 1 | 1 | 2 | 6  | 5  | +1 |
| 5.   | Bisceglie    | 4  | 4 | 1 | 1 | 2 | 1  | 4  | -3 |

### Girone Q
|               | BAT  | CAT  | JUV  | REG  | VIG  |
| ------------- | ---- | ---- | ---- | ---- | ---- |
| Battipagliese | –––– | N.D. | 1-1  | 0-1  | N.D. |
| Catanzaro     | 3-1  | –––– | 1-0  | N.D. | N.D. |
| Juve Stabia   | N.D. | N.D. | –––– | 2-3  | 3-0  |
| Reggina       | N.D. | 2-0  | N.D. | –––– | 1-0  |
| Vigor Lamezia | 1-1  | 0-0  | N.D. | N.D. | –––– |

| Pos. | Squadra       | Pt | G | V | N | P | GF | GS | DR |
| ---- | ------------- | -- | - | - | - | - | -- | -- | -- |
| 1.   | Reggina       | 12 | 4 | 4 | 0 | 0 | 7  | 2  | +5 |
| 2.   | Catanzaro     | 7  | 4 | 2 | 1 | 1 | 4  | 3  | +1 |
| 3.   | Juve Stabia   | 4  | 4 | 1 | 1 | 2 | 6  | 5  | +1 |
| 4.   | Battipagliese | 2  | 4 | 0 | 2 | 2 | 3  | 6  | -3 |
| 5.   | Vigor Lamezia | 2  | 4 | 0 | 2 | 2 | 1  | 5  | -4 |

### Girone R
|          | AKR  | LEO  | LIC  | SIR  | TRA  |
| -------- | ---- | ---- | ---- | ---- | ---- |
| Akragas  | –––– | 1-1  | 1-2  | N.D. | N.D. |
| Leonzio  | N.D. | –––– | N.D. | 1-0  | 1-0  |
| Licata   | N.D. | 2-2  | –––– | N.D. | 2-0  |
| Siracusa | 4-0  | N.D. | 0-1  | –––– | N.D. |
| Trapani  | 0-0  | N.D. | N.D. | 1-0  | –––– |

| Pos. | Squadra  | Pt | G | V | N | P | GF | GS | DR |
| ---- | -------- | -- | - | - | - | - | -- | -- | -- |
| 1.   | Licata   | 10 | 4 | 3 | 1 | 0 | 7  | 3  | +4 |
| 2.   | Leonzio  | 8  | 4 | 2 | 2 | 0 | 5  | 3  | +2 |
| 3.   | Trapani  | 4  | 4 | 1 | 1 | 2 | 1  | 3  | -2 |
| 4.   | Siracusa | 3  | 4 | 1 | 0 | 3 | 4  | 3  | +1 |
| 5.   | Akragas  | 2  | 4 | 0 | 2 | 2 | 2  | 7  | -5 |

## Fase a eliminazione diretta
Alle venti squadre che avevano superato le eliminatorie furono aggregate le dieci che avevano preso parte alla prima fase della Coppa Italia 1993-1994.

### Sedicesimi di finale
Le gare si disputarono tra il 10 novembre e l'8 dicembre 1993.
| Squadra 1      | Totale | Squadra 2     | Andata | Ritorno         |
| -------------- | ------ | ------------- | ------ | --------------- |
| Avellino       | 3 - 2  | Avezzano      | 1 - 1  | 2 - 1           |
| Barletta       | 0 - 2  | Sora          | 0 - 0  | 0 - 2           |
| Bologna        | 1 - 1  | Montevarchi   | 1 - 0  | 0 - 1 (2-4 dcr) |
| Carpi          | 2 - 2  | Fiorenzuola   | 2 - 0  | 0 - 2 (1-3 dcr) |
| Casarano       | 0 - 0  | Fasano        | 0 - 0  | 0 - 0 (5-4 dcr) |
| Chievo         | 3 - 4  | Triestina     | 1 - 4  | 2 - 0           |
| Como           | 2 - 1  | Solbiatese    | 0 - 0  | 2 - 1           |
| Empoli         | 1 - 3  | Livorno       | 0 - 1  | 1 - 2           |
| Giarre         | 2 - 1  | Leonzio       | 2 - 0  | 0 - 1           |
| Lecco          | 3 - 2  | Leffe         | 1 - 1  | 2 - 1           |
| Licata         | 1 - 0  | Reggina       | 1 - 0  | 0 - 0           |
| Mantova        | 1 - 1  | SPAL          | 0 - 0  | 1 - 1           |
| Perugia        | 1 - 0  | Gualdo        | 0 - 0  | 1 - 0           |
| Prato          | 4 - 7  | Pontedera     | 2 - 2  | 2 - 5           |
| Salernitana    | 5 - 1  | Sangiuseppese | 4 - 1  | 1 - 0           |
| Sambenedettese | 3 - 1  | Civitanovese  | 1 - 1  | 2 - 0           |

### Ottavi di finale
Le gare si disputarono tra il 9 gennaio ed il 2 febbraio 1994.
| Squadra 1      | Totale | Squadra 2   | Andata | Ritorno |
| -------------- | ------ | ----------- | ------ | ------- |
| Avellino       | 2 - 3  | Sora        | 2 - 0  | 0 - 3   |
| Casarano       | 1 - 6  | Salernitana | 1 - 4  | 0 - 2   |
| Giarre         | 4 - 3  | Licata      | 3 - 1  | 1 - 2   |
| Lecco          | 1 - 2  | Como        | 0 - 0  | 1 - 2   |
| Livorno        | 1 - 1  | Pontedera   | 0 - 0  | 1 - 1   |
| Mantova        | 2 - 3  | Triestina   | 2 - 2  | 0 - 1   |
| Montevarchi    | 2 - 2  | Fiorenzuola | 1 - 0  | 1 - 2   |
| Sambenedettese | 1 - 4  | Perugia     | 1 - 3  | 0 - 1   |

### Quarti di finale
Le gare si disputarono il 26 e il 27 febbraio ed il 9 marzo 1994.
| Squadra 1   | Totale | Squadra 2   | Andata | Ritorno     |
| ----------- | ------ | ----------- | ------ | ----------- |
| Giarre      | 2 - 3  | Salernitana | 1 - 1  | 1 - 2 (dts) |
| Livorno     | 1 - 4  | Triestina   | 0 - 2  | 1 - 2       |
| Montevarchi | 2 - 2  | Como        | 1 - 0  | 1 - 2       |
| Sora        | 2 - 3  | Perugia     | 1 - 2  | 1 - 1       |

### Semifinali
Le gare si disputarono tra il 31 marzo ed il 13 aprile 1994.
| Squadra 1   | Totale | Squadra 2 | Andata | Ritorno |
| ----------- | ------ | --------- | ------ | ------- |
| Montevarchi | 2 - 3  | Triestina | 0 - 0  | 2 - 3   |
| Salernitana | 2 - 2  | Perugia   | 2 - 2  | 0 - 0   |

### Finali
| Squadra 1 | Totale      | Squadra 2 | Andata | Ritorno |
| --------- | ----------- | --------- | ------ | ------- |
| Triestina | 3 - 3 (gfc) | Perugia   | 1 - 1  | 2 - 2   |

| Arbitro: | Gronda (Genova) |

| |            | |
| Conca 26’ | Marcatori  | 83’ Cornacchini |
| Facciolo Sandrin Zattarin (63' Rizzioli) Conca Cerone Sottili Terracciano Casonato Labardi (46' Soncin) Pasqualini (90' Balianti) Caruso | Formazioni | Braglia Savi Beghetto Castellini Dondoni Fiorentini Pagano Brescia Cornacchini (72' Campione) Ranieri (78' Aiello) Piovanelli |
| Buffoni | Allenatori | Castagner |

| Arbitro: | Piretti (Ravenna) |

| |            | |
| Mazzeo 56’ Rosati 70’ | Marcatori  | 38’ Danelutti 76’ Soncin |
| Braglia (Mazzeo) Camplone Beghetto Castellini (Rosati) Dondoni Fiorentini (Lucarelli) Pagano Brescia Fiori Savi Piovanelli | Formazioni | · Facciolo · Sandrin · Zattarin 43’ · Conca · Cerone · Sottili · Danelutti (Soncin) · Terracciano · Labardi (Ballanti) · Pasqualini · Caruso (Rizzioli) |
| Castagner | Allenatori | Buffoni |